# Linaria grjunerae
Linaria grjunerae är en grobladsväxtart som beskrevs av Knjaz.. Linaria grjunerae ingår i släktet sporrar, och familjen grobladsväxter. Utöver nominatformen finns också underarten L. g. tuberculisperma.